# La Trilogie divine
La Trilogie divine (en anglais : VALIS trilogy ) est un ensemble de romans de science-fiction écrits par l'écrivain américain Philip K. Dick entre 1976 et sa mort en mars 1982. La trilogie proprement dite est constituée des romans SIVA, L'invasion divine et La Transmigration de Timothy Archer. Radio libre Albemuth, publié de façon posthume, est considéré comme un prologue à cette trilogie car c'est la première nouvelle dans laquelle apparaît le système SIVA.

## Historique
La Trilogie divine est constituée d'une trilogie proprement dite, complétée par un prologue publié à titre posthume.
Le tome 1 est intitulé en français SIVA — titre anglais : VALIS — ; écrit en 1978, il a été publié en 1981.
Le tome 2, L'Invasion divine — titre anglais original du manuscrit : Valis regained, puis The Divine Invasion —, écrit en 1980 est publié en 1981.
Le tome 3 est La Transmigration de Timothy Archer — titre anglais original sur manuscrit : Bishop Timothy Archer, puis The Transmigration of Timothy Archer — : il a été écrit en 1981 et publié en mai 1982. Ce tome 3 aurait dû s'appeler The Owl in Daylight, mais Dick ne l'a pas achevé et les éditeurs lui ont substitué La Transmigration de Timothy Archer qui n'est donc pas connecté directement au cycle SIVA. L'auteur, victime d'un accident vasculaire cérébral, entre dans le coma le 18 février 1982 et meurt le 2 mars 1982 ; il n'a donc pas vu la publication de ce tome.
Un prologue a été rattaché par la suite à la trilogie : il s'agit de Radio libre Albemuth — titre anglais : Radio Free Albemuth —. Écrit en 1976, soit quelques années avant les trois autres tomes, il a été publié à titre posthume en 1985.
En arrière-plan, se trouve le journal de 8 000 pages tenus par Dick de 1974 à sa mort, intitulé L'Exégèse de Philip K. Dick. Il y a consigné au jour le jour ses expériences intimes très marquées par des évènements mystiques. Seuls des fragments en ont été à ce jour publiés.

## Résumé
Chaque roman de cette trilogie forme un tout en lui-même, tout en étant une part de cet ensemble plus vaste[réf. nécessaire].

## Analyse
Contrairement à ce qui se passe dans plusieurs autres œuvres de Philip K. Dick, le monde dans lequel se déroulent les romans de La Trilogie divine est le nôtre. Cette trilogie tire parti de nombreux éléments autobiographiques de son auteur, de ce fait, il peut être intéressant de connaître son œuvre et quelques éléments de sa vie, notamment avant de lire SIVA.
En mars 1974, Horselover Fat (un alter-ego de Philip K. Dick et du narrateur) subit une expérience mystique : le roman SIVA nous fait part de ses questionnements et recherches à ce propos. Il y inclut des considérations d'ordre théologique, tout en essayant d'avoir un scepticisme critique. La Transmigration de Timoty Archer, troisième volet de la trilogie, semble prendre une autre dimension par rapport à cette quête de compréhension avec le fait de considérer la quête de vérité en elle-même comme l'objet de réflexion.

## Éditions françaises
- SIVA, traduction de Robert Louit, Présence du futur, Denoël, 1981.
- L'Invasion divine, traduction de F. Cartano, Présence du futur, Denoël, 1982.
- La Transmigration de Timothy Archer, traduction Alain Dorémieux, Présence du futur, Denoël, 1983.
- Édition collective : La Trilogie divine (les quatre tomes : Radio libre Albemuth, SIVA, L'Invasion divine, La Transmigration de Timothy Archer), collection Lunes d'encre, Denoël, 2002.
- Radio libre Albemuth, traduction Emmanuel Jouanne, Présence du futur, Denoël, 1987.
- Édition collective : La Trilogie divine (les trois tomes : SIVA, L'Invasion divine, La Transmigration de Timothy Archer), collection Lunes d'encre, Denoël, 2013 (traductions harmonisées et très légèrement complétées par Gilles Goullet et contenant une postface d'Étienne Barillier).
- La Trilogie divine (les trois tomes : SIVA, L'Invasion divine, La Transmigration de Timothy Archer), France Loisirs, 2014 (traductions de l'anglais (États-Unis) par Robert Louit et Alain Dorémieux ; traductions harmonisées par Gilles Goullet ; postface d'Étienne Barillier). 849 p.[4].

## Adaptations au cinéma
Radio libre Albemuth a fait l'objet d'une adaptation cinématographique américaine en 2010 sous le nom Radio Free Albemuth.